# العلاقات الكازاخستانية المصرية
العلاقات الكازاخستانية المصرية هي العلاقات الثنائية التي تجمع بين كازاخستان ومصر.

## مقارنة بين البلدين
هذه مقارنة عامة ومرجعية للدولتين:
| وجه المقارنة                                              | كازاخستان                      | مصر           |
| --------------------------------------------------------- | ------------------------------ | ------------- |
| المساحة (كم2)                                             | 2.72 مليون                     | 1.01 مليون    |
| عدد السكان (نسمة)                                         | 17.95 مليون                    | 94.80 مليون   |
| الكثافة السكانية (ن./كم²)                                 | 6.6                            | 93.86         |
| العاصمة                                                   | آستانا                         | القاهرة       |
| اللغة الرسمية                                             | اللغة القازاقية، اللغة الروسية | اللغة العربية |
| العملة                                                    | تينغ كازاخستاني                | جنيه مصري     |
| الناتج المحلي الإجمالي (بليون دولار)                      | 159.41 مليار                   | 235.37 مليار  |
| الناتج المحلي الإجمالي (تعادل القوة الشرائية) بليون دولار | 439.39 مليار                   | 998.67 مليار  |
| الناتج المحلي الإجمالي الاسمي للفرد دولار أمريكي          | 10.51 ألف                      | 3.61 ألف      |
| الناتج المحلي الإجمالي للفرد دولار أمريكي                 | 24.23 ألف                      |               |
| مؤشر التنمية البشرية                                      | 0.788                          | 0.690         |
| رمز المكالمات الدولي                                      | +7                             | +20           |
| رمز الإنترنت                                              | .kz، .қаз ‏                     | .eg، .مصر     |
| المنطقة الزمنية                                           | ت ع م+05:00، ت ع م+06:00       | ت ع م+02:00   |

## منظمات دولية مشتركة
يشترك البلدان في عضوية مجموعة من المنظمات الدولية، منها:
| علم المنظمة | اسم المنظمة                               | تاريخ انضمام كازاخستان | تاريخ انضمام مصر |
| ----------- | ----------------------------------------- | ---------------------- | ---------------- |
|             | منظمة التعاون الإسلامي                    | 9-12 ديسمبر 1995       | 25 سبتمبر 1969   |
|             | الاتحاد البريدي العالمي                   | ?                      | ?                |
|             | يونسكو                                    | 22 مايو 1992           | 22 يناير 1947    |
|             | البنك الدولي للإنشاء والتعمير             | 23 يوليو 1992          | 27 ديسمبر 1945   |
|             | وكالة ضمان الاستثمار متعدد الأطراف        | 12 أغسطس 1993          | 12 أبريل 1988    |
|             | الاتحاد الدولي للاتصالات                  | 23 فبراير 1993         | 9 ديسمبر 1876    |
|             | منظمة الشرطة الجنائية الدولية             | ?                      | 7 سبتمبر 1923    |
|             | مؤسسة التمويل الدولية                     | 30 سبتمبر 1993         | 20 يوليو 1956    |
|             | الأمم المتحدة                             | 2 مارس 1992            | 24 أكتوبر 1945   |
|             | مؤسسة التنمية الدولية                     | 23 يوليو 1992          | 26 أكتوبر 1960   |
|             | الفريق المعني برصد الأرض                  | ?                      | فبراير 2005      |
|             | المركز الدولي لتسوية المنازعات الاستشارية | 21 أكتوبر 2000         | 2 يونيو 1972     |

## وصلات خارجية
- موقع وزارة الخارجية الكازاخستانية
- موقع وزارة الخارجية المصرية